# Мояшевич, Мариета
Мариета Мояшевич — черногорский молодёжный советник и активистка за права инвалидов, названная Би-би-си одной из 100 самых влиятельных женщин в мире за её работу в области молодёжного активизма и расширения прав и возможностей людей с ограниченными возможностями.

## Ранняя жизнь и образование
Мояшевич родилась в Беране в 1988 году. Летом 2003 года, когда она училась в старшей школе, у неё случился инсульт, а через полгода случился ещё один. В результате она частично потеряла управление правой стороной тела и приобрела диплопию.
Мояшевич училась в Университете Черногории на факультете политологии/кафедре социальной политики и социальной работы, чтобы стать социальным работником. Она получила степень бакалавра в 2011 году, а с 2020 года училась в том же университете на степень магистра.

## Карьера
С 2015 года Мояшевич работала советником по делам молодежи в местном молодёжном офисе в Черногории, а с 2016 года она как женщина, пережившая инсульт, часто проводила семинары для учащихся начальных, старших классов и студентов на тему «Жизнь с инвалидностью».
В 2019 году она приступила к исполнению своих обязанностей в Консультативном совете Молодёжного совета Европы в качестве докладчика по вопросам актуализации проблем инвалидности. Её роль заключается в том, чтобы информировать Объединённый совет по делам молодёжи о ключевых событиях, касающихся прав человека молодых людей с ограниченными возможностями, и возглавлять действия по включению инвалидности в программу деятельности Департамента молодежи Совета Европы.
Она посол OneNeurology, инициативы, целью которой является сделать неврологические заболевания глобальным приоритетом общественного здравоохранения, а также объединить и расширить возможности групп, занимающихся неврологией, для совместной работы с целью лучшей пропаганды, действий и подотчётности.
Мохашевич была названа одной из 100 самых влиятельных женщин Би-би-си благодаря своим новаторским и вдохновляющим методам работы с молодёжью. Она использует свой голос, чтобы бросить вызов отношению и действиям в адрес людей с неврологическими расстройствами.